# Mustla-Nõmme
Mustla-Nõmme est un village de la commune de Paide du comté de Järva en Estonie.
Au 31 décembre 2011, le village compte 29 habitants.